# Wark in Tyndale Castle
Wark in Tyndale Castle var en borg i Storbritannien. Det ligger i grevskapet Northumberland och riksdelen England, 400 km norr om huvudstaden London. Wark in Tyndale Castle ligger 91 meter över havet.
Runt Wark in Tyndale Castle är det ganska glesbefolkat, med 26 invånare per kvadratkilometer. Närmaste större samhälle är Hexham, 14 km sydost om Wark in Tyndale Castle. Trakten runt Wark in Tyndale Castle består i huvudsak av gräsmarker.
Kustklimat råder i trakten. Årsmedeltemperaturen i trakten är 7 °C. Den varmaste månaden är juli, då medeltemperaturen är 14 °C, och den kallaste är februari, med 0 °C.